# Ferenc József, Príncipe de Koháry
Ferenc József (Viena, 4 de setembro de 1760 – Rusovce, 27 de junho de 1826) foi um Príncipe de Koháry, e pai da princesa Maria Antônia de Koháry.

## Início da vida
Ele era filho de Ignác József Anton Franz Xaver, conde de Koháry, Csábrág e Szitnya e sua esposa, a condessa Maria Gabriella Cavriani di Imena, que se casaram em Seiffersdorf, em 15 de janeiro de 1758.

## Casamento e descendência
Em 13 de fevereiro de 1792, o príncipe casou-se com a condessa Maria Antônia de Waldstein-Wartenberg, em Viena. Eles tiveram dois filhos:
Ferenc (Nascido em 21 de dezembro de 1792, e morto em 19 de abril de 1795, com sete meses de idade).
Maria Antônia (Nascida em 2 de julho de 1797, e morta em 25 de setembro de 1862). Esta última se tornou a herdeira de toda a sua fortuna de 20 milhões de francos. Em 30 de novembro de 1815, em Viena, ela casou-se com o príncipe Fernando de Saxe-Coburgo-Gota, por quem descendem os chamados príncipes de Saxe-Coburgo-Gota-Koháry .